# Internationella produktcykelteorin
Internationella produktcykelteorin är en ekonomisk teori som skapades 1966 av Raymond Vernon. Teorin är uppdelad i tre faser som beskriver hur produkter utvecklas och produceras i höginkomstländer, för att sedan tillverkas i låginkomstländer.

## Steg 1: Introduktionsfasen
Produktionen börjar i ett tekniskt avancerat land där invånarna har en förhållandevis hög inkomst eftersom landet är mer utvecklat än övriga omvärlden.

## Steg 2: Standardiseringsfasen
I denna fas standardiseras produkten och tillverkningen. I detta läge kan man utnyttja skalfördelar med minskade styckkostnader, vilket leder till att produktionen gradvis blir billigare. Detta i sin tur bidrar till att företaget kan börja exportera sina produkter till andra höginkomstländer.

## Steg 3: Produktion utomlands
I denna fas börjar företagen starta produktion utomlands för att minska transportskostnaderna. Därigenom kan man dra nytta av produktionsfaktorn billigare arbetskraft. Andra länder börjar nu efterlikna produktionstekniken, vilket leder till att tekniken blir standard världen över. På grund av detta blir produkten alltmer känd och accepterad. I slutet av denna fas kommer landet som först producerade produkten gradvis sluta tillverka, och istället börja importera den.

## Kritik
Teorin har sin utgångspunkt i de förhållanden som var under 1960-talet i USA. Idag är teorin mindre tillämpad eftersom globaliseringen ökar och tekniken utvecklas. Många av dagens företag introducerar istället nya produkter på flera marknader samtidigt. Detta gör att teorin uppfattas som mindre användbar, då framtidens strukturering på marknaden är oförutsägbar. Detta betraktas som tydligast i industrier som genomsyras av några få globala företag.